# ドイツとイスラエルの関係
ドイツとイスラエルの関係 (ドイツ語: Deutsch-israelische Beziehungen; ヘブライ語: יחסי גרמניה-ישראל) はドイツとイスラエル間の外交関係である。 第二次世界大戦とそれにともなうホロコーストの後の、1952年の西ドイツのイスラエルに対する賠償が行われてから、二国間の関係は徐々に雪解けをしていき、1965年に正式な外交関係が樹立されたが、イスラエルと世界中のユダヤ人ディアスポラのコミュニティでは、ドイツ人に対する強い不信感がその後何年にもわたって広範に残った。東ドイツとイスラエル間での外交関係は実現しなかった。2024年現在、イスラエルとドイツは、共通の信念、西側的価値観、歴史的な視点の融合を基に「特別な関係」を維持している。 2国間の関係で最も重要な要素はナチス政権下のドイツによるヨーロッパでのユダヤ人虐殺である。

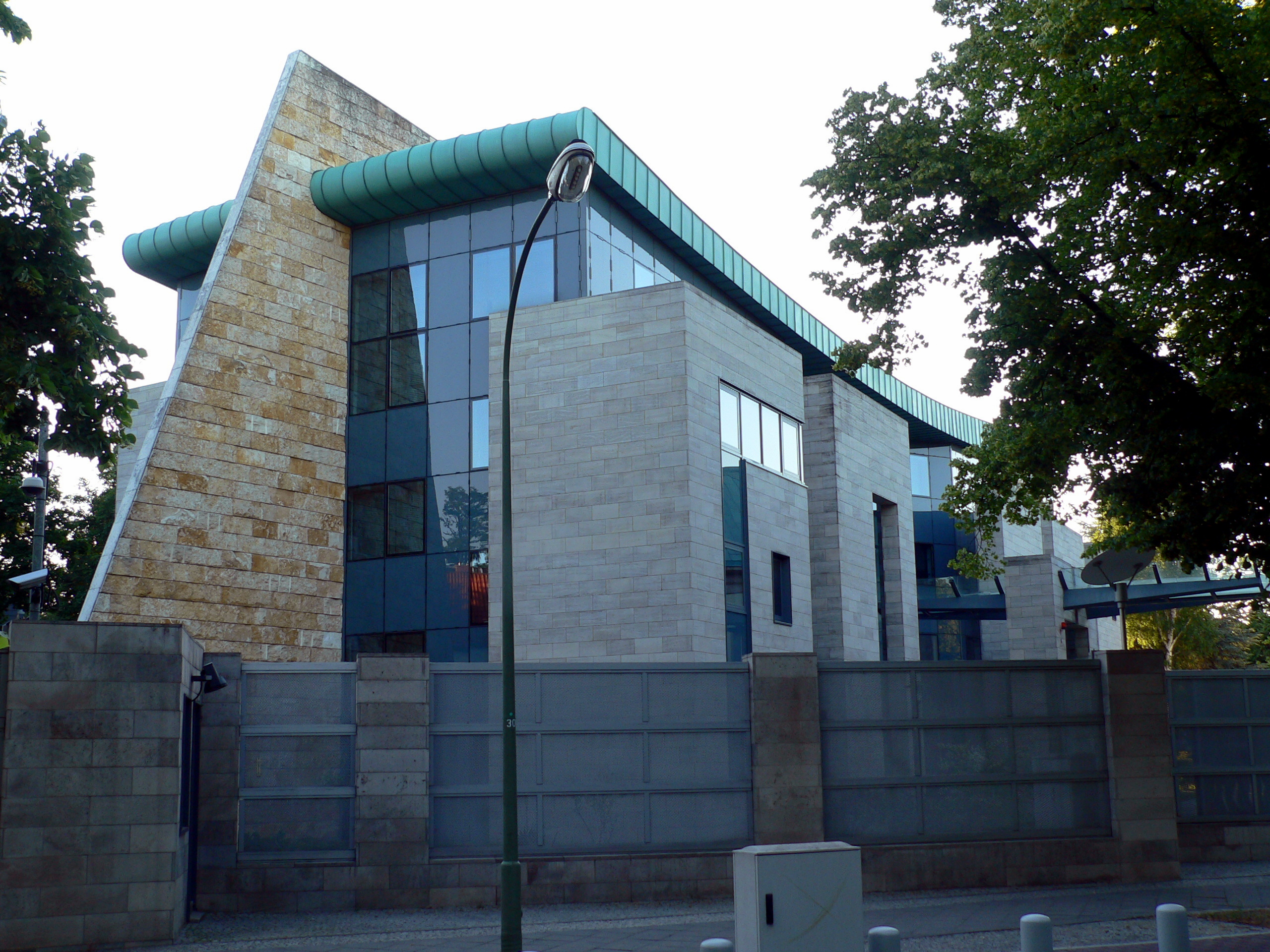
ベルリンのイスラエル大使館

ドイツはテルアビブにある大使館とエイラートとハイファの名誉領事を通してイスラエルに代表を送っている。イスラエルはベルリンにある大使館と、ミュンヘンの総領事館を通してドイツに代表を送っている。両国は経済協力開発機構と地中海連合の正式加盟国である。

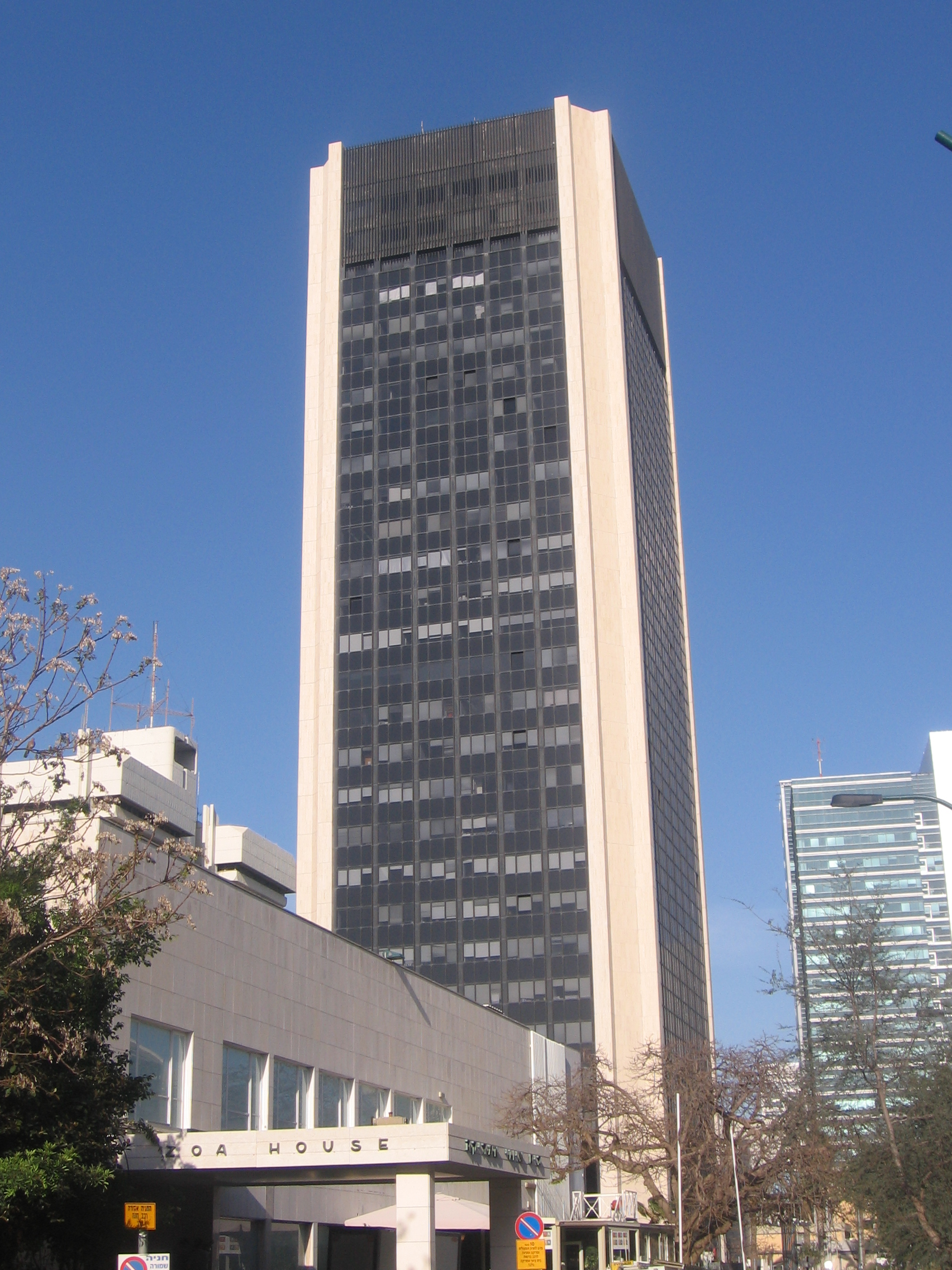
テルアビブのドイツ大使館

## 歴史

### 賠償の合意

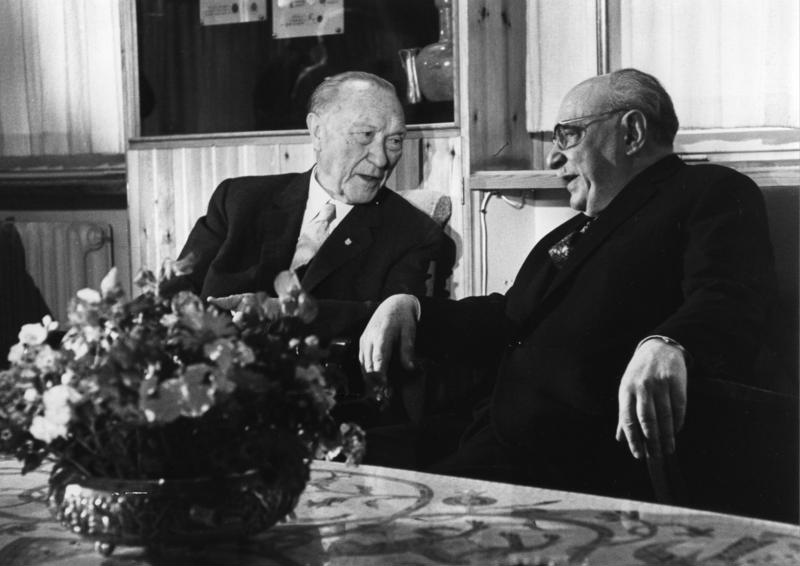
イスラエルでのコンラート・アデナウアーとザルマン・シャザールの会談

1950年代前半に、イスラエル首相ダヴィド・ベン=グリオン、ユダヤ人対独物的請求会議の議長であるナーフム・ゴルドマンと、西ドイツ首相コンラート・アデナウアー間で交渉が始まった。賠償を受け入れるという繊細な問題なために、この決議においてはイスラエルの国会（クネセト）で激しく議論が交わされた。  1952年、賠償合意が署名された。全体としてドイツは2007年に250億ユーロを賠償として、イスラエルとホロコーストの生存者のイスラエル人に支払った。 この合意においては、特にドイツキリスト教・ユダヤ教協力調整評議会や行動・償いの印・平和奉仕といった宗教機関からの多大なる和解への努力があった。
1950年に、ヘルマン・マースが初のイスラエルに公式に招待されたドイツ人になったが、西ドイツとイスラエルが1965年5月12日に外交関係を築くまでは、それから15年を要した。長らくイスラエルの内外のユダヤ人間でドイツやドイツ人に対する根強い不信感が、両国関係に影響を与えていたのにも関わらず、外交関係が築かれてからは、相互の公式訪問が定期的に行われた。ドイツ大統領ローマン・ヘルツォークの1994年の初のヨーロッパ外の公式訪問はイスラエルであり、また、イスラエルの首相エフード・バラックは、1999年にドイツ政府の所在地がボンからベルリンに移ってからのはじめてベルリンに招かれた外国指導者であった。ドイツ首相ゲアハルト・シュレーダーが2000年の10月にイスラエルに訪れ、二国間の外交関係が樹立されてから40年にあたる2005年には、ドイツ大統領ホルスト・ケーラーとイスラエルの前大統領であるモシェ・カツァブがそれぞれ両国に訪問した。

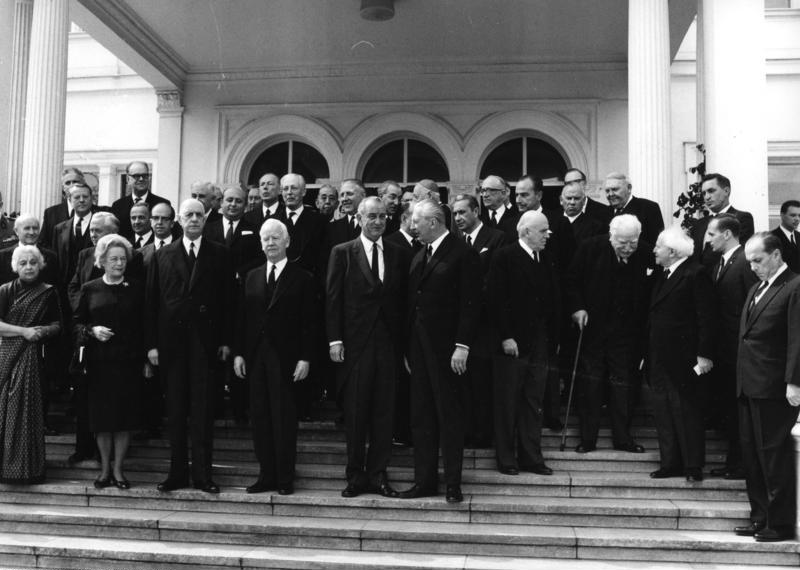
1967年、西ドイツのボンでのアデナウアーの葬式に参列するダヴィド・ベン＝グリオンとクルト・ゲオルク・キージンガー

両国は戦略的および安全保障上のつながりと同様に、議会間、政府間、非政府組織間で連絡ネットワークを確立している。
2008年1月30日、ドイツ首相アンゲラ・メルケルの報道官はドイツとイスラエルの内閣は、イスラエル建国60周年記念に敬意を表して、2008年の3月に会合する予定であると報道した。これはドイツの内閣がヨーロッパ外の内閣と会合する初の機会であった。合同会議は毎年開催される予定であった。2008年3月17日、メルケルはイスラエル建国60周年を記念するために3日間のイスラエル訪問を行い、メルケルとイスラエル首相のエフード・オルメルトは教育、環境、防衛における幅広いプロジェクトに関する合意に署名した。 メルケルは2008年3月8日にイスラエル国会でのスピーチの中で、彼女のユダヤ人国家に対する支持を述べるという前例にないことを行った。2011年1月には、メルケルはイスラエルを訪問し、イスラエル首相のベンヤミン・ネタニヤフと野党のカディマ党党首ツィッピー・リヴニと面会した。2011年2月、ネタニヤフはメルケルに、国際連合安全保障理事会でのパレスチナの提案に賛成を投じたドイツの投票について議論を行うために電話会談を行った。伝えられるところによれば、メルケルはネタニヤフに、「ネタニヤフは自分（メルケル）を失望させ、ネタニヤフが平和を進歩させるためのことを一切行っていない」と語ったとされる。誤解を解くために、ネタニヤフは同年3月中頃に和解のためにベルリンに招待された。
同年9月、メルケルはエルサレムでのユダヤ人定住地の建設でイスラエルを批判し、新規の居住区建設の許可の発布は、イスラエルがパレスチナ人と交渉する用意があるかどうかについて疑念を生んでいると述べた。
ドイツは2011年10月のパレスチナの国連加盟運動の一環(Palestine 194)としてのパレスチナのユネスコの加盟資格付与に反対した14カ国のうちの一つである。イスラエルがユダヤ人定住地の建設は、パレスチナが一方的に国家宣言をしようとする試みに呼応して実行し続けられると発表したとき、ドイツは核弾頭を発射可能な潜水艦のイスラエル輸出を止めるよう警告した。
ドイツ国営鉄道は、計画路線の一部がヨルダン川西岸地区を通過することから、2011年5月にエルサレムへの高速鉄道計画から撤退した。  広報の報告によれば、ドイツの連邦交通・建設・都市開発省（日本でいう国土交通省）大臣はドイツ鉄道のCEOに対し、計画された線路は「政治的な観点から問題がある」上、国際法を犯していると報告した。そのためドイツ国営鉄道は計画から撤退した。ドイツ国営鉄道の決定は、国際的な「ボイコット、投資撤収、制裁運動」の一環として活動していた左翼のイスラエル人とパレスチナ人の活動家たちの勝利としてみなされた。
2019年5月、ドイツ連邦議会は「ボイコット、投資撤収、制裁運動」を反ユダヤ主義であるとして批判する決議を可決した。
2022年3月、新たに選出されたドイツ首相であるオーラフ・ショルツが彼にとって初のイスラエルへの公式訪問を行った。

### アイヒマン裁判

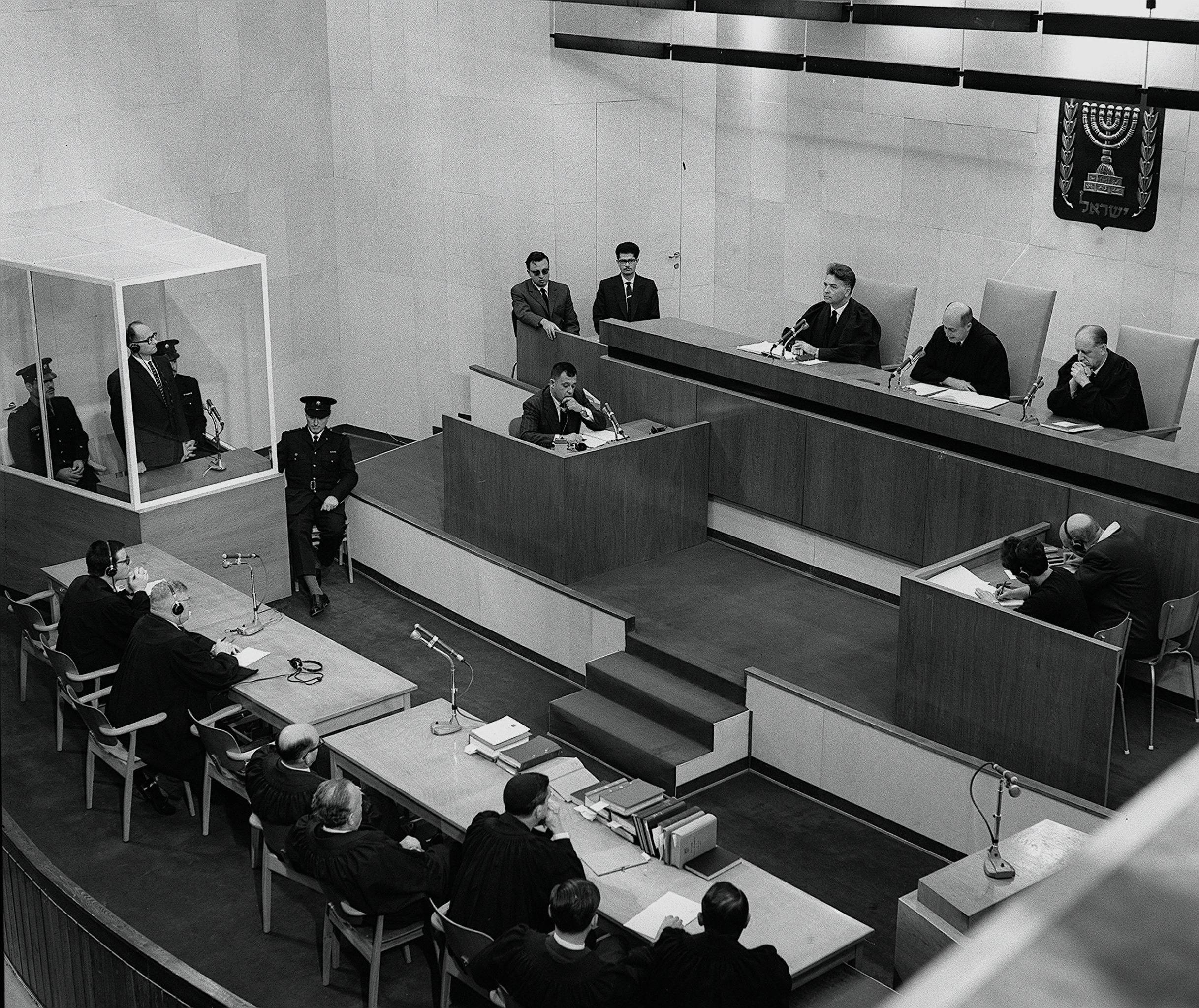
アイヒマン裁判終了時にアドルフ・アイヒマン(ガラスのブースの中にいる人物)がイスラエル最高裁判所によって死刑宣告を受けている様子

西ドイツ首相コンラート・アデナウアーはナチスの戦犯かつホロコーストの協力者であるアドルフ・アイヒマンのイスラエルでの裁判への関与を試みた。西ドイツ政府の高官には、ハンス・グロブケといった、かつてナチスに属していた人物がおり、彼はそういった人物たちのナチス時代の過去が裁判中に明らかになるのを恐れたためであった。 
ハンス・グロブケは、国家安全に責任のあるアデナウアーの主任補佐官として重要人物にあったために、西ドイツ政府とアメリカ中央情報局(CIA)は彼の過去を完全に知っていたが、これを暴かれることを警戒していた。似たような警戒として、ドイツ連邦情報局(BND)はアイヒマンが1952年からブエノスアイレスに住んでいて、メルセデス・ベンツで働いていたことを把握したのにもかかわらず、アイヒマンの偽名は隠蔽され、イスラエル政府やナチ・ハンターたちに提供されなかったことがあった。

## 貿易

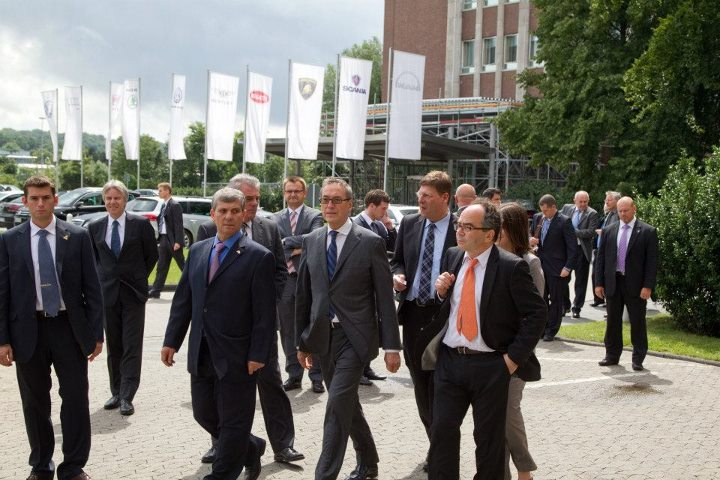
イスラエル経済産業省大臣のシャローム・シムホンとドイツの政府団の会合

ドイツはイスラエルのヨーロッパ最大の貿易相手国かつ、アメリカに次いで世界で二番目の貿易相手国であ。イスラエルのドイツからの輸入額は年間23億米ドルである。一方イスラエルは、北米、中東地域でのドイツの四番目の貿易相手国である。
| 年   | ドイツの輸出額 イスラエルの輸入額 | イスラエルの輸出額 ドイツの輸入額 | 総貿易額 |
| ---- | --------------------------------- | --------------------------------- | -------- |
| 2023 | 6515.8                            | 2137.3                            | 8653.1   |
| 2022 | 7075.7                            | 1880.6                            | 8956.3   |
| 2021 | 6560.4                            | 1792.5                            | 8352.9   |
| 2020 | 5230.2                            | 1681.1                            | 6911.3   |
| 2019 | 5582.7                            | 1671.8                            | 7254.5   |
| 2018 | 5420                              | 1777.2                            | 7197.2   |
| 2017 | 4721.8                            | 1638.4                            | 6360.2   |
| 2016 | 4069.6                            | 1519.9                            | 5589.5   |
| 2015 | 3808.3                            | 1440.8                            | 5249.1   |
| 2014 | 4652                              | 1727.8                            | 6379.8   |
| 2013 | 4667.7                            | 1763.3                            | 6431     |
| 2012 | 4621.8                            | 1631.9                            | 6253.7   |
| 2011 | 4566.5                            | 1950                              | 6516.5   |
| 2010 | 3678.8                            | 1701.4                            | 5380.2   |
| 2009 | 3361.8                            | 1440.3                            | 4802.1   |
| 2008 | 3940.5                            | 1950.6                            | 5891.1   |
| 2007 | 3484.3                            | 1913                              | 5397.3   |
| 2006 | 3201.4                            | 1757.9                            | 4959.3   |
| 2005 | 2986                              | 1345.9                            | 4331.9   |
| 2004 | 3090.2                            | 1361                              | 4451.2   |
| 2003 | 2731.1                            | 1123.3                            | 3854.4   |
| 2002 | 2347.8                            | 1026.5                            | 3374.3   |

## 観光
ドイツとイスラエルはお互いの国民にビザの免除、電子渡航認証(ETA)を認めている。そして、両国それぞれの渡航者はお互いにとって主要な旅行者の集団として見なされている。また、イスラエルとドイツはお互いの国民にワーキング・ホリデービザを提供している。
| 旅行者の国籍 | 2023  | 2022  | 2021 | 2020 | 2019  | 2018  | 2017  | 2016  | 2015  | 2014  | 2013  | 2012  | 2011  | 2010  | 2009  | 2008  |
| ------------ | ----- | ----- | ---- | ---- | ----- | ----- | ----- | ----- | ----- | ----- | ----- | ----- | ----- | ----- | ----- | ----- |
| ドイツ       | 167.4 | 151.1 | 16.5 | 50.3 | 289   | 262.6 | 218.1 | 164.1 | 159.8 | 162.3 | 159.8 | 158.5 | 171   | 171.5 | 139.8 | 137.4 |
| イスラエル   | 234.4 | 241.7 | 72.2 | 45.2 | 291.2 | 314   | 316.1 | 323.6 | 311.4 | 280.6 | 255   | 237.8 | 203.5 | 187.8 | 155.1 | 141.9 |

## 文化・科学・社会的プログラム

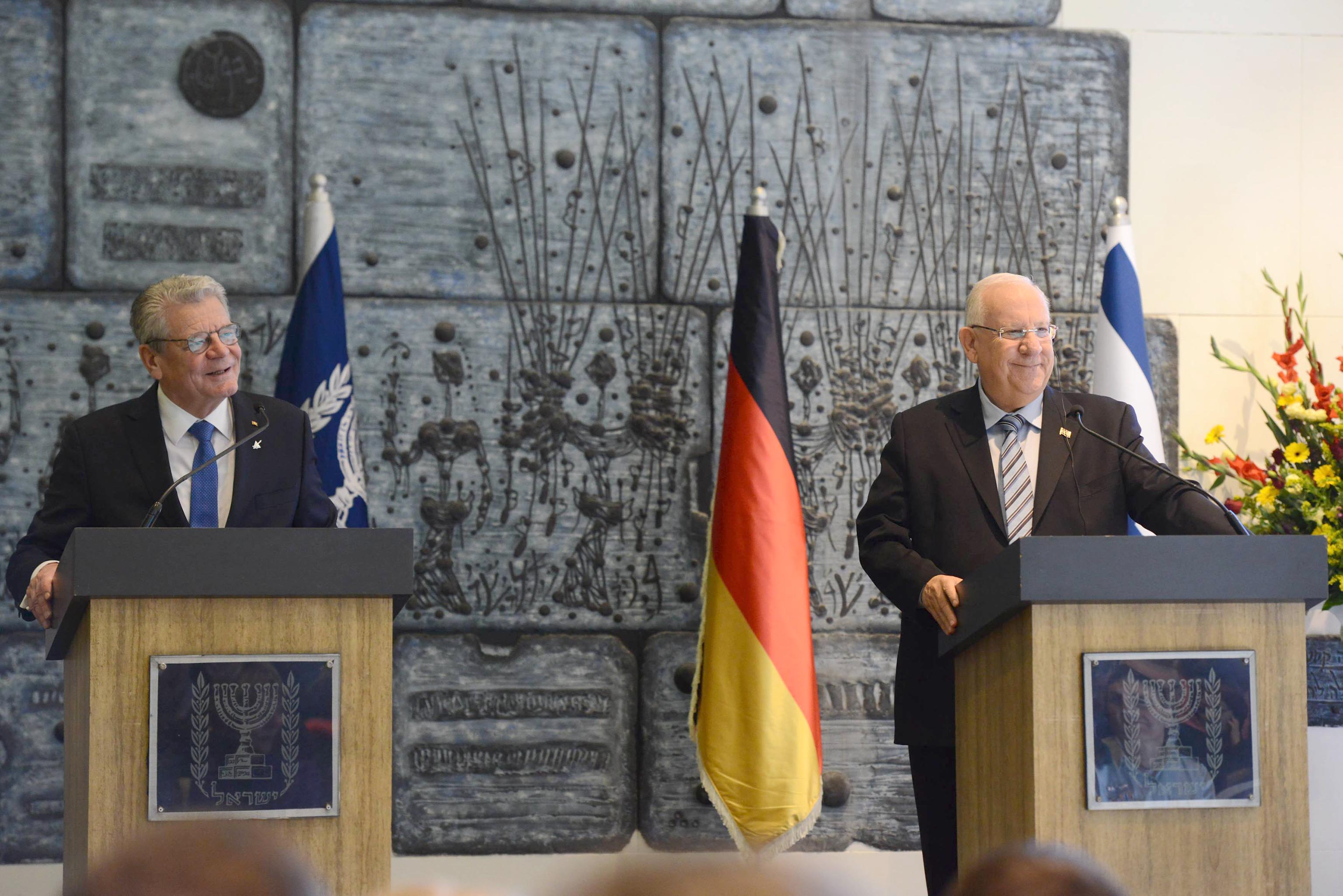
2015年12月、ドイツ大統領ヨアヒム・ガウク、イスラエル大統領ルーベン・リブリンとともにイスラエルを訪問

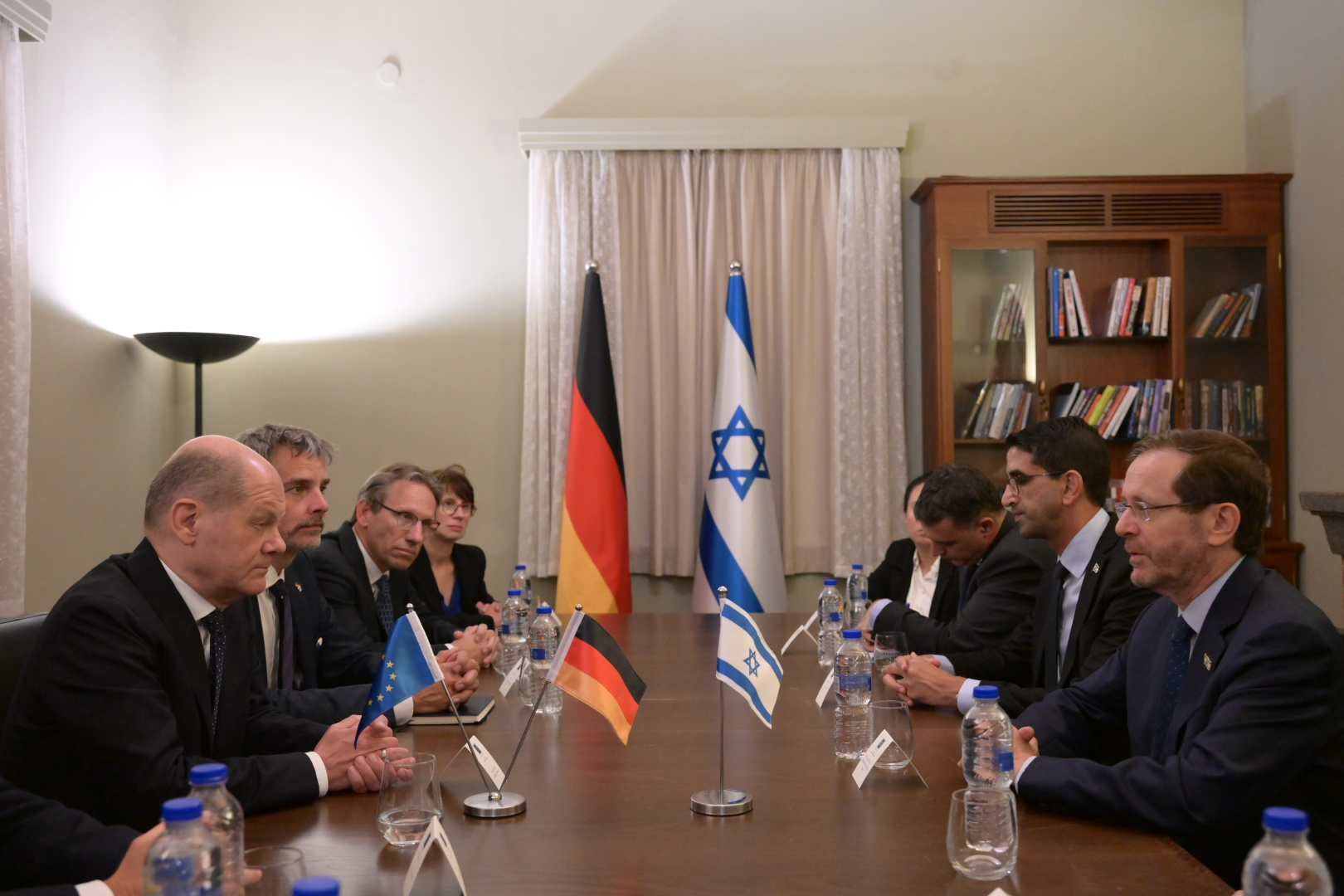
2023年10月17日、イスラエルのテルアビブにて、ドイツ首相オーラフ・ショルツと、イスラエル大統領イツハク・ヘルツォグの会合

二カ国はイスラエルとドイツの大学間の科学の面での協力や、ミネルヴァ財団の発展などで、広範な科学技術での関係をもっている。イスラエルのモシェ・カツァブ大統領のドイツ訪問中に、ドイツ連邦議会議長ヴォルフガング・ティールゼは、ドイツ人とイスラエル人の若者それぞれの歴史と両国関係の繊細さを教育する手段として、ドイツのフランスとポーランドとの共同青年事務所をモデルとしたドイツとイスラエル間での青年事務所の設立を促進した。1986年にドイツとイスラエル間の科学的研究と発展に対する基金(GIF)が設立された。
多くの交換事業がドイツ人とイスラエル人の若者間で実施されている。2024年現在、ドイツ連邦家族・高齢者・女性・青少年省によって運営されている交換事業に毎年2000人程度のイスラエル人と4500人程度のドイツ人が 参加している。ドイツの組織、「和解の行動」(Aktion Sühnezeichen)は、ドイツ人とイスラエル人を団結させる役割を担っている。1961年から、和解の行動は2500人のボランティアをイスラエルの病院や社会福祉事業で送り出している。教会や労働組合は関係を育む点で活動的である。
イスラエルはドイツの姉妹都市との関係に重きをおいている。ハイファとテルアビブはドイツの5都市、ネタニヤは2都市と姉妹都市関係を持っており、100以上のイスラエルの都市と地方政府はドイツとの関係を築いている。
BBCワールドサービス世論調査によると、ドイツ人の8%はイスラエルの影響を肯定的に見ており、67％は否定的に見ている。これは調査対象となったヨーロッパ諸国の平均程度であった。
2006年のピュー研究所の調査では、ドイツ人に対してイスラエルとパレスチナの対立についてどちらに同情するかが聞かれ、ドイツ人の37％はイスラエルを支持したのに対して、18％はパレスチナを支持した。2007年にピュー研究所によって行われた似た調査では、34％のドイツ人がイスラエルを支持し、21％がパレスチナを支持した。ガザ紛争 (2008-2009)後の2009年にドイツで行われた調査では、ドイツ人の13％はイスラエルを非難する回答をしたのに対して、30％はハマスに責任があると回答した。2013年に実施されたピュー研究所の調査では、ドイツ人の28％はパレスチナ問題においてイスラエル側につき、26％がパレスチナ側についた。ドイツの世論調査機関であるTNSエムニッドがベルテルスマン財団の代理として行った2014年の調査では、ドイツ人の15％はドイツ政府にイスラエル側についてほしいと回答したのに対して、ドイツ人の5％のみがパレスチナ側についてほしいと回答した。ドイツ国民が支持しているのはどちらであるかと回答者に問うたときには、33％のドイツ人はイスラエルと回答したのに対して、9％のみがパレスチナと回答した。調査はイスラエル人に対しても行われたが、イスラエル人はより懐疑的であり、16％のイスラエル人のみが、ドイツはイスラエルを支持していると思うと回答し、33％ものイスラエル人はドイツはパレスチナを支持していると思うと回答した。

## 軍事協力
ドイツとイスラエルは重要かつ長年の軍事的協力関係にいる。1959年から1967年にかけて、西ドイツはイスラエルにとって軍事装備と武器の重要な供給国であった。しかしながら、アメリカがM48パットン戦車の210台の注文を受け入れた1965年から、西ドイツはイスラエルへの戦車販売合意を撤回した。メルカバ Mk.4戦車はライセンス下で生産されたドイツ製のMTU MB 873 Ka-501空冷ディーゼルV12エンジンを使用していた。ドイツがイスラエルで設計されたスパイク対戦車ミサイルを使用していた間、ドイツはドルフィン級潜水艦をイスラエルに供給していた。2008年に、ドイツとイスラエルは機密に共同で「ブルーバード計画」と呼ばれる核警報システムを開発していたことが明らかになった。
ドイツとイスラエル感の軍事的協力は長い間機密であったが、こうした協調関係はイスラエル国内では好意的には受け止められなかった。しかしながら、この武器取引と知識共有を通した緊密な関係が、強固な信頼に発展し、外交的関係の設立に必要な基礎を築いた。 2017年、歴史上初めて、ドイツの戦闘機がイスラエルの空軍訓練に参加するためにイスラエルのオヴダ国際空港に着陸した。2023年のロシアのウクライナ侵攻中に、イスラエルはアロー3ミサイルをドイツに供給した。
2023年10月、パレスチナ・イスラエル戦争勃発の後、ドイツ国防省大臣のボリス・ピストリウスはイスラエルへの完全な支持を表明した。彼はイスラエル国防省大臣のヨアフ・ガラントに「物質的支援も含め、我々が支援できることなら何でもおこなう用意がある。」と伝えた。2023年に、ドイツは3億2650万ユーロ、つまり3億5370万米ドルに相当する武器の輸出を認めた。

## パレスチナ・イスラエル戦争

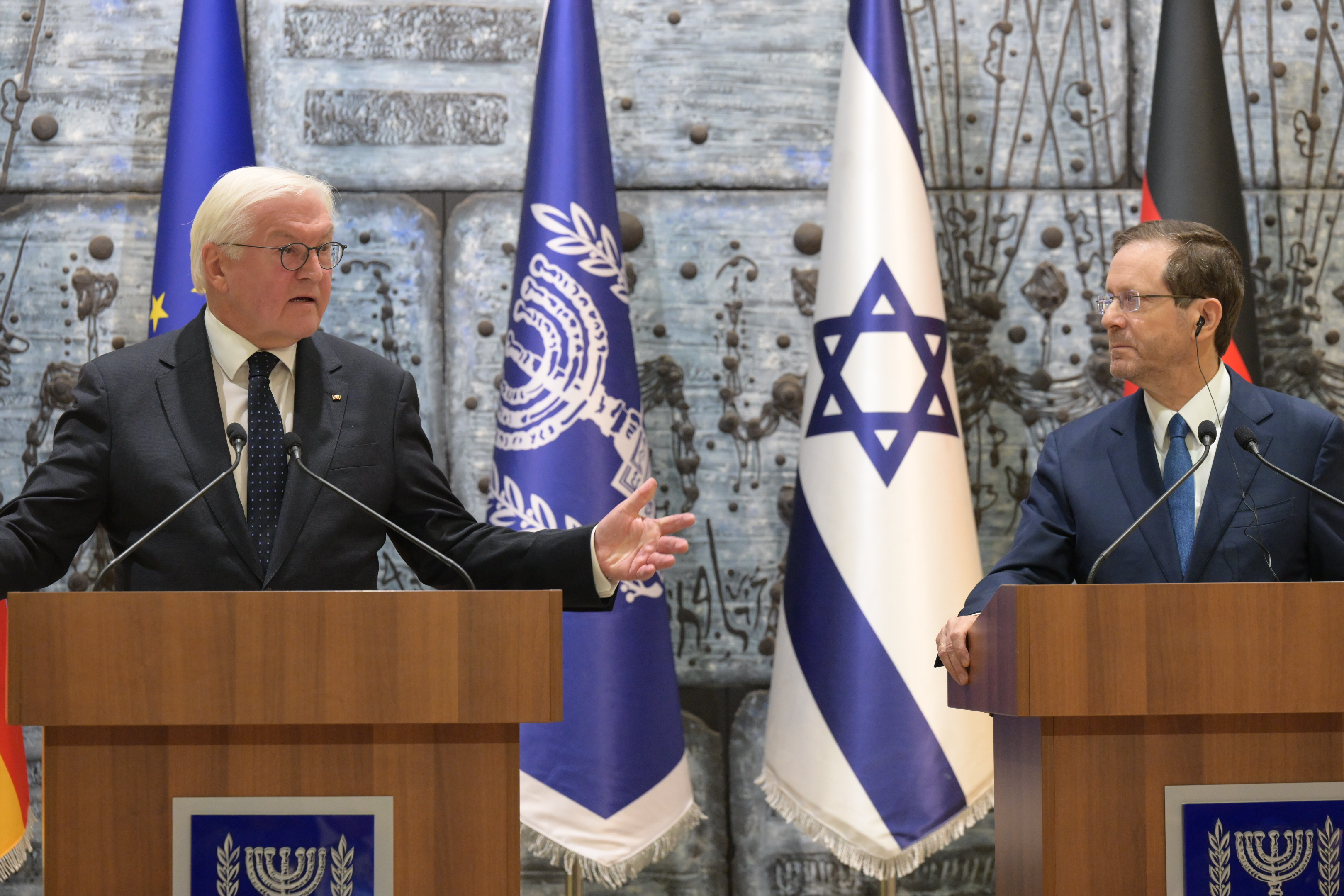
ドイツ大統領フランク＝ヴォルター・シュタインマイヤーと、イスラエル大統領イツハク・ヘルツォグの2023年11月のエルサレムでの会談

ドイツ首相のオーラフ・ショルツはハマスの2023年のパレスチナ・イスラエル戦争でのハマスの行動について非難し、彼のイスラエルへの支持とイスラエルには自衛の権利があるということを述べた。彼はパレスチナ当局とパレスチナ大統領のマフムード・アッバースを批判し、「彼らの沈黙は恥ずべきものである」と発言した。2023年10月17日に、ショルツはイスラエルに訪問し、当日にイランとヒズボラにイスラエルとハマス間の紛争に関与しないように警告を発した。彼は「ドイツとイスラエルは、民主的な立憲国家として団結しており、非常に厳しい状況であっても、われわれの行動は法と秩序に基づいている。」と述べた。
ディ・ヴェルト新聞の代理で行われたドイツのフォルサ研究所による2023年12月に行われた投票調査によれば、ドイツでの45%の回答者は、「ガザ地区でのイスラエルの軍事行動は全体として適切である。」という声明に対して賛成をし、43%は反対した。ハマスのイスラエルへの攻撃の直後の状況においては44%のドイツ人が、「ドイツはイスラエルに対して特別な義務が存在する」と回答したが、その数字は2023年の12月には37%への落ちた。
2024年1月、ナミビアの大統領ハーゲ・ガインゴブは、イスラエルのガザでの行為を「大量虐殺的で残酷である」と言及し、ガザ地区におけるジェノサイド条約適用事件でのドイツのイスラエルへの支持を決定したことを鋭く批判し、「ドイツは自国の恐ろしい歴史から教訓を得ることできない」と述べた。
2024年2月、ドイツのパレスチナを代表する弁護士たちはドイツ首相のオーラフ・ショルツ、外務大臣アンナレーナ・ベアボック、連邦経済エネルギー省大臣ロベルト・ハーベック、財務大臣クリスティアン・リントナーを含む様々な上級政治家を、ガザでのジェノサイドを「幇助と教唆」しているとして刑事告訴した。2024年3月1日、パレスチナ・イスラエル戦争でのドイツのイスラエル支援に関して、ジェノサイド条約のもと、ニカラグアは国際司法裁判所にドイツに対して訴訟を起こした。
2023年10月のパレスチナ・イスラエル戦争の端緒、ドイツはイスラエルに3.260億ユーロに値する武器をイスラエルに売却した。イスラエルのショームリム研究網によれば、2024年には同様のことは起こらなかったという。ドイツの連邦経済エネルギー省の報道官は、ドイツ政府は武器の輸出を、人道法と現在のイスラエルとハマスの状況を考慮に入れて臨機応変に決定したと報じた。
2024年に、アムネスティ・インターナショナルは中東での紛争の全体を通してイスラエル支持を貫くという一方的な立場を取っているとしてドイツ政府を非難した。ドイツ政府はハマスの戦争犯罪を正当に批判する一方、国際法を犯しているイスラエルの行動についてはそのように名指ししていない。